# Trupanea intermedia
Trupanea intermedia är en tvåvingeart som först beskrevs av Munro 1935.  Trupanea intermedia ingår i släktet Trupanea och familjen borrflugor. Inga underarter finns listade i Catalogue of Life.